# Tritoniopsis frydis
Tritoniopsis frydis är en snäckart som beskrevs av Er. Marcus och Ev. Marcus 1970. Tritoniopsis frydis ingår i släktet Tritoniopsis och familjen Tritoniidae. Inga underarter finns listade i Catalogue of Life.